# Doll
Con la parola inglese doll (it: bambola) o dollz si intendono piccoli lavori di pixel art rappresentanti, nella maggior parte dei casi, ragazzine alla moda o personaggi di anime giapponesi.
Il dolling (ovvero il fare dolls) si pone quindi nel campo della moderna pixel art e, negli ultimi tempi, è andato configurandosi come la branca di questo tipo di arte più accessibile e più sfruttata soprattutto per un'utenza giovanile.
Tuttavia il campo delle dolls solitamente non si limita alla sola pixel art: la loro estrema versatilità ha portato alla ricerca di svariate metodologie di disegno e di colorazione che abbracciano il campo della computer grafica in generale.
Dunque, dalla sola pixel art fino allo shading con i pennelli digitali.
Le doll vengono spesso create partendo da apposite basi, raffiguranti corpi umani più o meno realistici, disegnate da altri dollers (I creatori appunto) e da loro stessi messe a disposizione della comunità, in una sorta di collaborazione.
Le doll possono naturalmente assurgere a vari scopi ed avere innumerevoli stili a seconda dei gusti e dei fini dell'autore, tuttavia, in generale, il fine più immediato è la cosiddetta adozione: la doll viene pubblicata sui siti di altri dollers a scopo divulgativo, pubblicitario o semplicemente per ragioni affettive.
Le relazioni che intercorrono fra i dollers all'interno di una comunità (ma anche fra una comunità e l'altra) vengono spesso ufficializzate con un accordo (il sisteraggio) attraverso il quale due dollers gemellano i rispettivi siti fra loro, creando un banner (una sorta di cartellone pubblicitario digitale) che ne esplicita il sodalizio e l'affetto.

## Storia
Le doll nascono nell'ambiente de The palace, una chat grafica che utilizza degli avatar (o immagini) per identificare l'utente, a opera di Dollz Shattered Innocent nel 1995. Lei creò in photoshop un'immagine in pixel art della bambola creata da Ruth Handler Barbie in versione gotica. Per disegnare questa prima doll (che allora si chiamava ancora "avatar") utilizzò il sistema di proporzioni adeguate a "the palace", ovvero 9 quadrati da 44x44 pixel affiancati per formarne uno da 132x132. 
L'avatar di Barbie gotica ebbe successo e fu modificata nei vestiti, nella capigliatura, nei colori ma lo stile grafico era ancora primitivo, le ombreggiature erano quasi assenti e le posizioni statiche. 
In seguito le doll si staccarono dall'utilizzo all'interno de The palace e diventarono una sorta di gioco online con regole e convenzioni stabilite. Ognuno creava le proprie doll e le mostrava sul proprio sito. 
Emby Quinn creò le prime basi in stile simile ai fumetti, le Divas che ottennero presto successo in tutta la comunità, ancora piccola e in crescita.
Nei primi anni del dolling cominciano a distinguersi autori diversi, alcuni tuttora attivi come: Veriria, Josie (Josephine Van de Beld), Emby quinn e Silly Janine. Angy-chan (Angela Zanin) creò le prime basi ispirate ai manga e anime giapponesi, le Manga e diede vita alla comunità italiana con lo Yumestudio forum. Queste autrici utilizzavano stili di ombreggiatura creati con i pennelli sfumati di photoshop, o gli strumenti brucia e scherma.
Nel settembre 2002 fece la sua apparizione sulla scena il sito Lolido, creato da due autrici francesi, dove venne pubblicata "Victoria" una base creata interamente in pixel shading, con posizioni, colori e visi accattivanti che ben presto divenne una delle più utilizzate dalla comunity. Ma l'egemonia di Lolido durò poco, e ci fu il primo vero grande scandalo nella comunità. Una delle due webmaster di Lolido annunciò che la base Victoria, così come altre doll del sito, era stata copiata (o frankendollata) da un sito coreano di un'artista di nome Misuya. Il crollo di Lolido vide la crescita di interesse nel modo di fare pixel art coreana: coloro che prima usavano brucia e scherma cominciarono a fare doll in puro stile pixel, senza effetti dei programmi.
È nel 2003 che c'è il vero boom dei siti di doll e la grande caccia alle streghe che renderà instabile e piena di rancori una comunità che fino ad ora era vissuta in relativa pace. Una volta buttato giù il colosso Lolido molti grandi doller vengono accusati di frankendoll anche solo per piccole somiglianze con basi o design coreani. 
In questo periodo tuttavia si creano stili personali, e 3 grandi comunità distinte con stili caratteristici. La comunità francese, la comunità italiana e la comunità americana.

## Glossario
- frankendoll: il termine deriva dal romanzo di Mary Shelley,  Frankenstein. Indica l'atto (scorrettissimo) di chi prende parti di doll altrui (come capelli, vestiti, parti anatomiche) per incollarle e fare le proprie. Questo è ovviamente scorretto e viola i copyright degli autori originali.
- pixel shading (o pixel by pixel): è una tecnica di ombreggiatura resa solamente con scale di colori effettuate con lo strumento "matita" di un 1 pixel di dimensione di un qualsiasi programma di grafica
- brucia e scherma: è una tecnica di ombreggiatura alternativa al pixel shading che utilizza strumenti che creano automaticamente le sfumature, come appunto il brucia e lo scherma in photoshop, lo sfumino o altri simili.
- basi: corpi nudi disegnati in pixel che vengono disegnati da autori e messi a disposizione per creare le proprie doll. Solitamente hanno il viso già disegnato e sono senza capelli.
- adozione: un doller quando "adotta" la creazione di un altro doller vuol dire che la mette nel proprio sito (con link al sito originale) a scopo collezionistico. Quando una doll viene adottata significa che è piaciuta.
- contest: sono competizioni online tra doll. ogni autore può organizzarne sul proprio sito con tematiche prestabilite. Alla fine verrà fatta una votazione (con giuria privata o con poll pubblico) e verranno premiate le doll migliori
- dollmaker: il dollmaker non è il Doller (chi crea le doll). Un dollmaker è solitamente una pagina html creato con specifici codici dove c'è una base e diversi vestiti e ci si può divertire a combinarli tra loro
- scalettatura: è una tecnica di perfezionamento delle linee esterne della doll, la scalettatura permette di crearne di sottili, con il minor utilizzo di pixel
- sisteraggio: è l'affiliazione tra due sisters (o brothers se maschi) che si stimano o tra le quali c'è una consolidata amicizia. Questi stipuleranno l'affiliazione con un banner contenente due doll disegnate da entrambe sullo stesso tema.